# Edificio Markham
L'Edificio Markham è uno storico edificio della città di Johannesburg in Sudafrica.

## Storia
L'edificio venne eretto tra il 1896 e il 1897 su committenza di Henry William Markham, il quale aveva fondato un'impresa di abbigliamento maschile di successo.
L'edificio è stato salvato dalla demolizione nel 1978.

## Descrizione
Il palazzo, che occupa un lotto d'angolo nel centro di Johannesburg, presenta uno stile vittoriano di declinazione Secondo Impero. Una torre dell'orologio corona l'edificio, che si sviluppa su sei livelli. Si affaccia sullo stesso incrocio su cui sorge l'Edificio Cuthberts.

## Galleria d'immagini

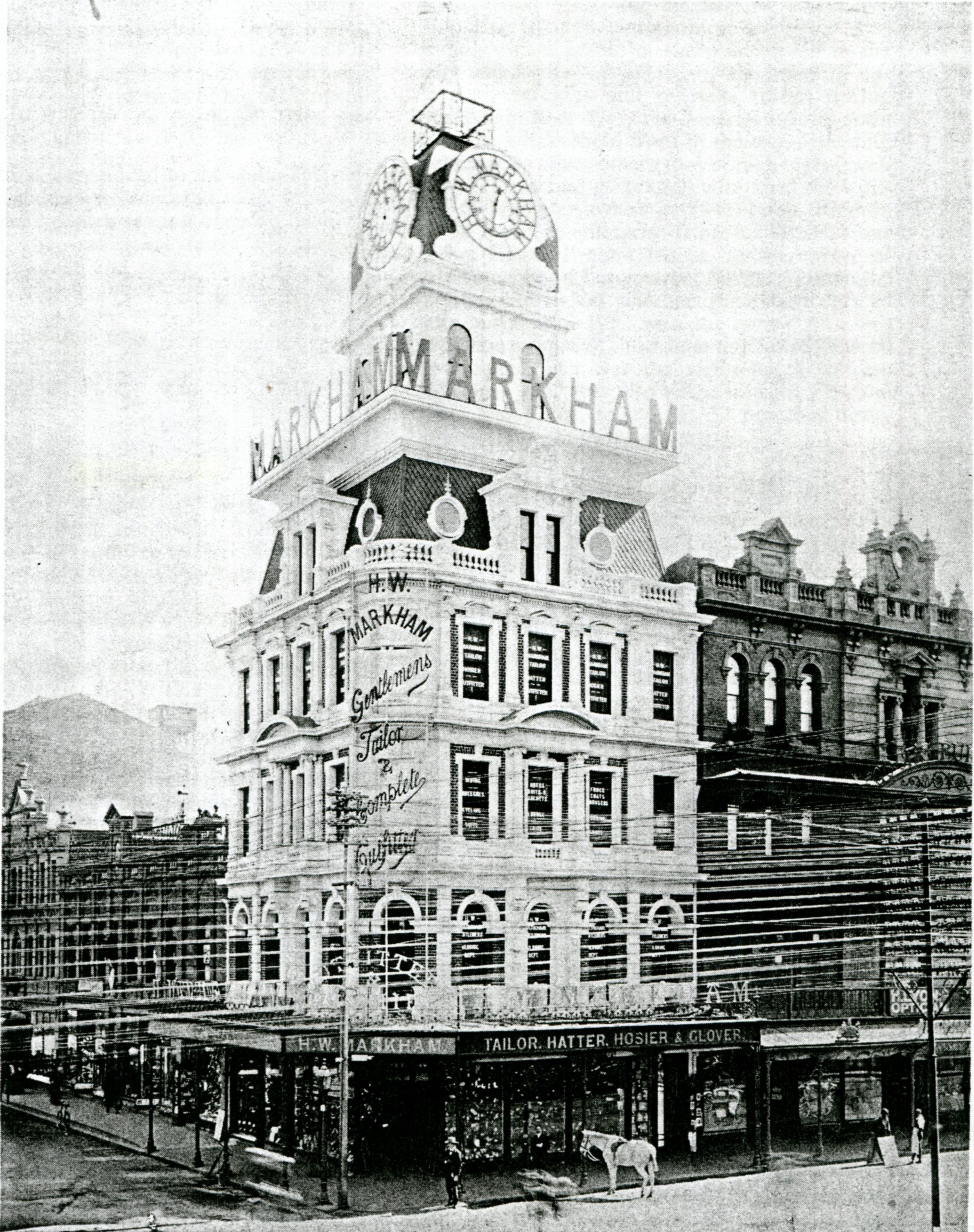
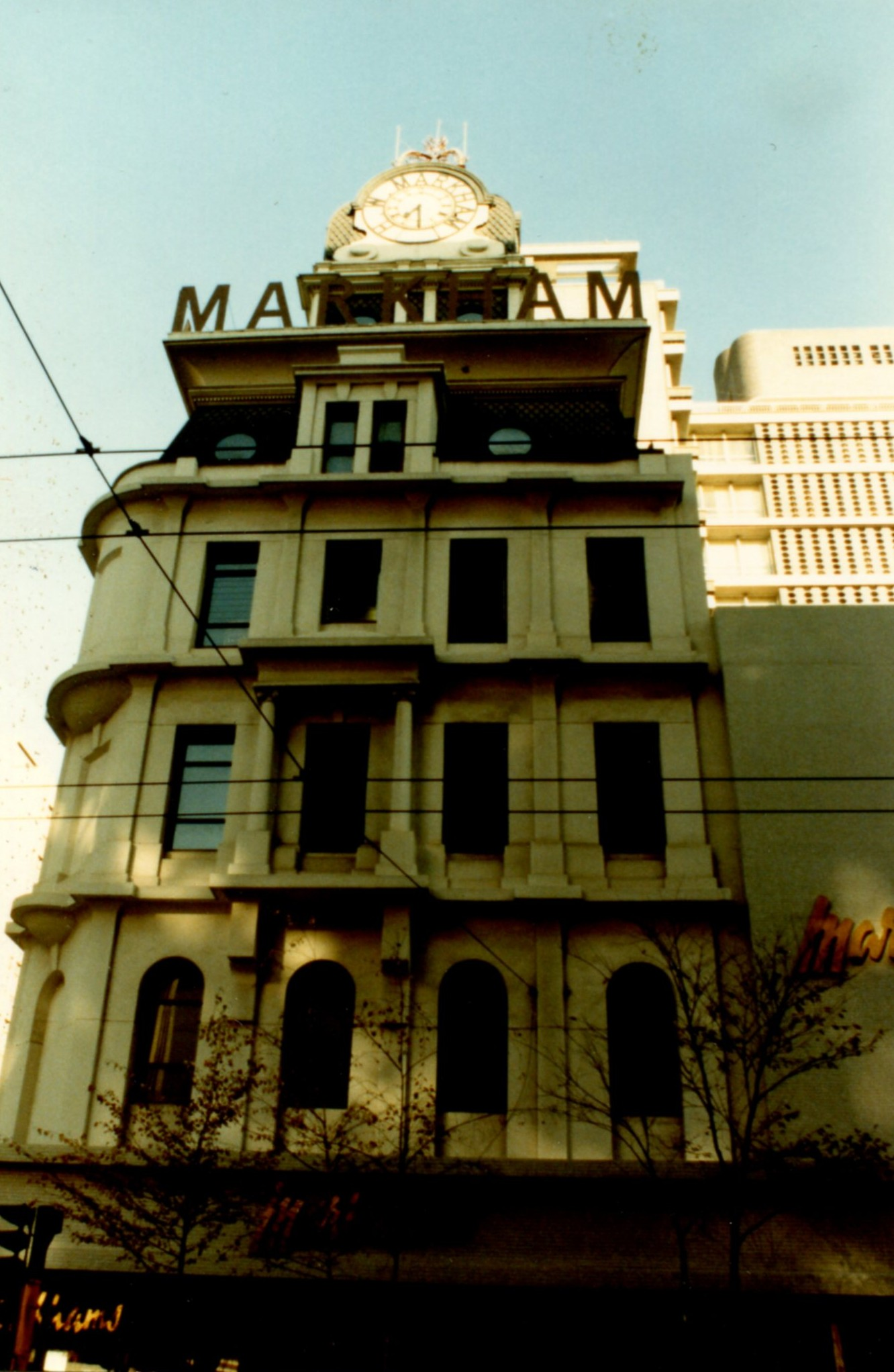